# Sormery
Sormery est une commune française située dans le département de l'Yonne en région Bourgogne-Franche-Comté.

## Géographie
La commune est proche du parc naturel régional de la Forêt d'Orient à environ 55 km.

Sormery se situe dans le Tonnerrois à la frontière entre l'Aube et l'Yonne :
- À 40 km d'Auxerre ;
- À 40 km de Sens ;
- À 45 km de Troyes.

### Climat
Pour des articles plus généraux, voir Climat de la Bourgogne-Franche-Comté et Climat de l'Yonne.
En 2010, le climat de la commune est de type climat océanique dégradé des plaines du Centre et du Nord, selon une étude du Centre national de la recherche scientifique s'appuyant sur une série de données couvrant la période 1971-2000. En 2020, Météo-France publie une typologie des climats de la France métropolitaine dans laquelle la commune est exposée à un climat océanique altéré et est dans une zone de transition entre les régions climatiques « Nord-est du bassin Parisien » et « Lorraine, plateau de Langres, Morvan ». 
Pour la période 1971-2000, la température annuelle moyenne est de 10,7 °C, avec une amplitude thermique annuelle de 15,9 °C. Le cumul annuel moyen de précipitations est de 774 mm, avec 12,3 jours de précipitations en janvier et 7,8 jours en juillet. Pour la période 1991-2020, la température moyenne annuelle observée sur la station météorologique de Météo-France la plus proche, « Saint-Mards », sur la commune de Saint-Mards-en-Othe à 10 km à vol d'oiseau, est de 11,1 °C et le cumul annuel moyen de précipitations est de 759,6 mm. 
La température maximale relevée sur cette station est de 41,2 °C, atteinte le 25 juillet 2019 ; la température minimale est de −21,3 °C, atteinte le 2 janvier 1997,,. 
Les paramètres climatiques de la commune ont été estimés pour le milieu du siècle (2041-2070) selon différents scénarios d'émission de gaz à effet de serre à partir des nouvelles projections climatiques de référence DRIAS-2020. Ils sont consultables sur un site dédié publié par Météo-France en novembre 2022.

## Urbanisme

### Typologie
Au 1er janvier 2024, Sormery est catégorisée commune rurale à habitat très dispersé, selon la nouvelle grille communale de densité à sept niveaux définie par l'Insee en 2022.
Elle est située hors unité urbaine. Par ailleurs la commune fait partie de l'aire d'attraction de Saint-Florentin, dont elle est une commune de la couronne,. Cette aire, qui regroupe 19 communes, est catégorisée dans les aires de moins de 50 000 habitants,.

### Occupation des sols
L'occupation des sols de la commune, telle qu'elle ressort de la base de données européenne d’occupation biophysique des sols Corine Land Cover (CLC), est marquée par l'importance des territoires agricoles (62 % en 2018), en diminution par rapport à 1990 (63,4 %). La répartition détaillée en 2018 est la suivante : 
terres arables (54,4 %), forêts (35,9 %), zones agricoles hétérogènes (5,2 %), prairies (2,4 %), zones urbanisées (1,4 %), milieux à végétation arbustive et/ou herbacée (0,7 %). L'évolution de l’occupation des sols de la commune et de ses infrastructures peut être observée sur les différentes représentations cartographiques du territoire : la carte de Cassini (XVIIIe siècle), la carte d'état-major (1820-1866) et les cartes ou photos aériennes de l'IGN pour la période actuelle (1950 à aujourd'hui).

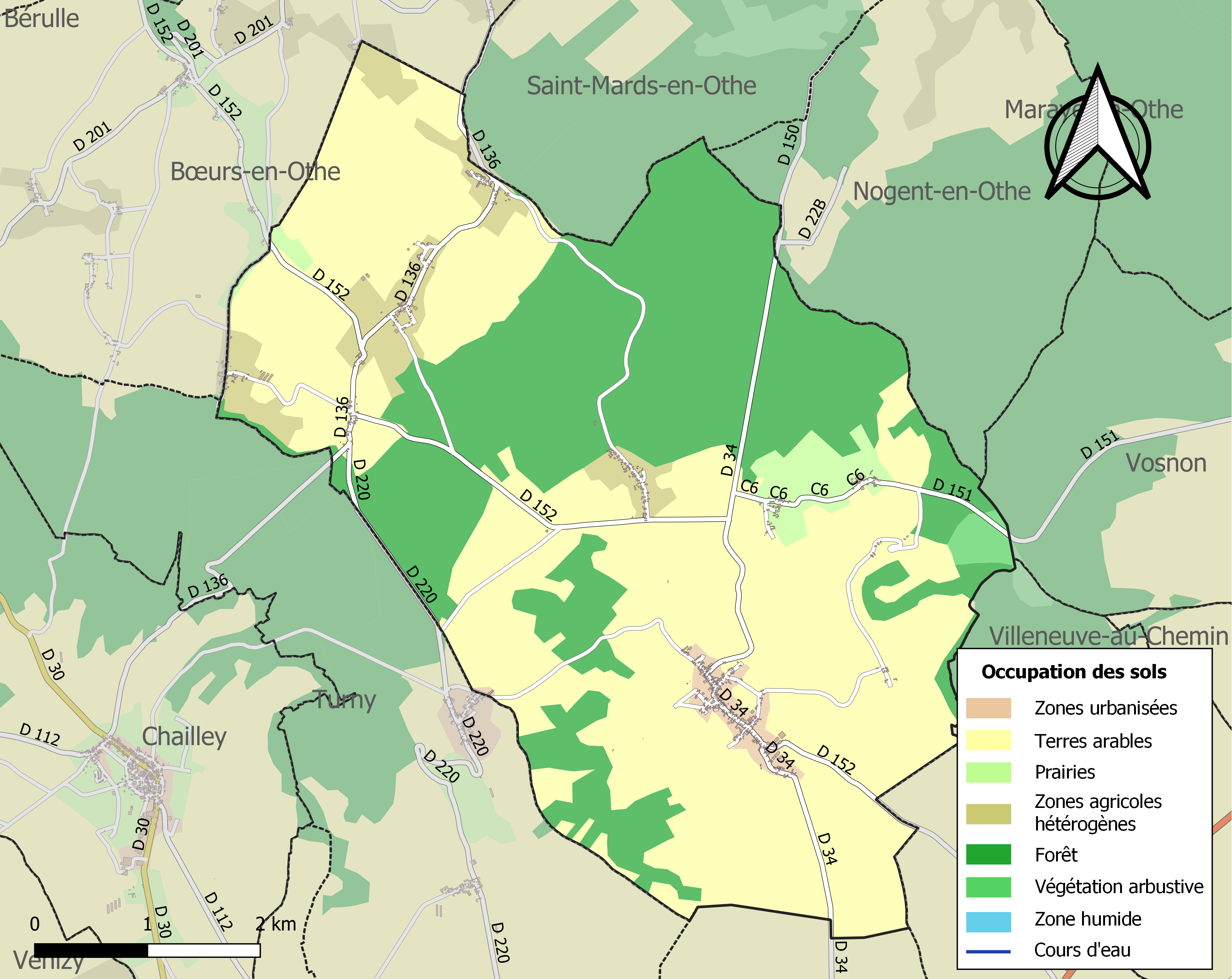
Carte des infrastructures et de l'occupation des sols de la commune en 2018 (CLC).

### Hameaux, lieux-dits et écarts
Sormery est une commune qui comporte 11 hameaux :
- La Rue Chèvre
- La Tuilerie
- Francoeur
- La Guinand
- La Guette
- La Charbonniere
- Les Hurpeaux
- La Coudre
- Fort-Sublot
- Haut Perthes
- Bas Perthes

## Histoire
En 1411, les Armagnacs tiennent Saint-Fargeau. Les Bourguignons décidant que la place est trop proche d'Auxerre, une expédition est levée contre cette place forte. Les bombardes utilisées lors de ce siège de Saint-Fargeau sont chargées de blocs de pierre provenant du Bailli, hameau de Sormery à 2,5 km au nord du bourg.
Durant la Seconde Guerre mondiale le Pays d'Othe est une terre de résistance. En juin 1944, après l'attaque du maquis de Saint-Mards-en-Othe les nazis aidés de leurs supplétifs détruisent le maquis Horteur  - qui était en cours de formation - et commettent le massacre de la Rue Chèvre.

## Politique et administration
| Période                                  | Période                    | Identité              | Étiquette | Qualité                     |
| ---------------------------------------- | -------------------------- | --------------------- | --------- | --------------------------- |
| Les données manquantes sont à compléter. |                            |                       |           |                             |
| avant 1939                               | ?                          | Armand-Henri Corgeron |           | Conseiller d'arrondissement |
| ?                                        | En cours (au 25 mars 2021) | Gérard Delagneau      |           |                             |

## Population et société

### Démographie
Les habitants de Sormery sont les Solimariens et les Solimariennes.

L'évolution du nombre d'habitants est connue à travers les recensements de la population effectués dans la commune depuis 1793. Pour les communes de moins de 10 000 habitants, une enquête de recensement portant sur toute la population est réalisée tous les cinq ans, les populations de référence des années intermédiaires étant quant à elles estimées par interpolation ou extrapolation. Pour la commune, le premier recensement exhaustif entrant dans le cadre du nouveau dispositif a été réalisé en 2004.

En 2022, la commune comptait 386 habitants, en évolution de +12,21 % par rapport à 2016 (Yonne : −1,95 %, France hors Mayotte : +2,11 %).
| 1793  | 1800  | 1806  | 1821  | 1831  | 1836  | 1841  | 1846  | 1851  |
| ----- | ----- | ----- | ----- | ----- | ----- | ----- | ----- | ----- |
| 1 251 | 1 250 | 1 298 | 1 330 | 1 250 | 1 318 | 1 387 | 1 334 | 1 287 |

| 1856  | 1861  | 1866  | 1872  | 1876  | 1881 | 1886 | 1891 | 1896 |
| ----- | ----- | ----- | ----- | ----- | ---- | ---- | ---- | ---- |
| 1 214 | 1 370 | 1 110 | 1 046 | 1 043 | 999  | 961  | 890  | 813  |

| 1901 | 1906 | 1911 | 1921 | 1926 | 1931 | 1936 | 1946 | 1954 |
| ---- | ---- | ---- | ---- | ---- | ---- | ---- | ---- | ---- |
| 802  | 764  | 708  | 668  | 620  | 614  | 544  | 564  | 481  |

| 1962 | 1968 | 1975 | 1982 | 1990 | 1999 | 2004 | 2006 | 2009 |
| ---- | ---- | ---- | ---- | ---- | ---- | ---- | ---- | ---- |
| 472  | 453  | 366  | 377  | 373  | 349  | 370  | 384  | 381  |

| 2014 | 2019 | 2022 | - | - | - | - | - | - |
| ---- | ---- | ---- | - | - | - | - | - | - |
| 353  | 360  | 386  | - | - | - | - | - | - |

### Enseignement
Sormery possède deux écoles primaires.

## Économie
La principale activité économique de Sormery est l'agriculture : on y cultive le colza, le blé, le tournesol et l'orge.
Sormery possédait quelques petits commerces tels qu'un bureau de poste, un bistrot, une boulangerie, une boucherie, un garage... Ces activités ont petit à petit disparues. Aujourd'hui, seule une épicerie qui fait dépôt de pain subsiste. Des commerces ambulants, notamment une boucherie, assurent également les besoins des habitants.
Grâce à sa situation géographique, Sormery (et ses hameaux) propose des chambres d'hôtes.

## Culture locale et patrimoine

### Lieux et monuments
Sormery comporte quelques monuments :
- l'église Saint-Pierre-aux-Liens ;
- le lavoir ;
- la salle des fêtes.

### Sormery dans la littérature
Sormery est citée dans le poème d’Aragon, Le Conscrit des cent villages, écrit comme acte de Résistance intellectuelle de manière clandestine au printemps 1943, pendant la Seconde Guerre mondiale.

### Héraldique
| Blason de Sormery | Blason  | D'azur au chevronnel ondé et haussé d'argent, accompagné en chef à dextre d'une pomme feuillée de deux pièces, à senestre d'un rameau de chêne et en pointe d'une gerbe de douze épis de blé liés d'une cordelette, le tout d'or ; au chef parti à dextre d'azur à la bande d'argent côtoyée de deux doubles cotices potencées et contre-potencées d'or et à senestre bandé d'or et d'azur à la bordure de gueules ; sur le tout, de gueules à trois croissants d'or.                                                                         |
| Blason de Sormery | Détails | - L'azur et le chevronnel évoquent les nombreuses sources. Le cidre et les forêts de chêne ont fait la renommée du pays. - Les douze épis de blé liés représentent le bourg et ses onze hameaux et la cordelette fait référence à l'église Saint-Pierre-aux-Liens. - Le chef est aux armes de la Champagne et de la Bourgogne, la commune se situant aux confins des deux provinces. - L'écusson est aux armes de la famille des Essars, anciens seigneurs du village. Création Michel Fourrey & Odile Delagneau, adoptée le 19 février 2021. |

## Pour approfondir